# Khadíjensk
Khadíjensk - Хадыженск (rus) és una ciutat del krai de Krasnodar, a Rússia. Es troba a la vall del riu Pxix, de la conca del Kuban. És a 15 km a l'oest d'Apxeronsk i a 80 km al sud-est de Krasnodar.
Pertanyen a aquesta ciutat els khútors de Kràsnaia Gorka, Pàporotni i Travaliov.

## Història
El 1864 la vila fou fundada com l'stanitsa cosaca Khadíjenskaia sobre l'emplaçament de l'aül adigué anomenat Khadiji. Els primers colons eren cosacs de les stanitses estepàries del Kuban i més endavant hi arribaren camperols ucraïnesos i de les estepes d'Orenburg, del Don i dels Urals. L'stanitsa formava part del 27è Regiment de Cavalleria dels Cosacs del Kuban i n'acollia l'Estat Major.
El 1909 foren descoberts jaciments de petroli prop de l'stanitsa, que amb el creixement de la indústria relacionada amb el descobriment, contribuí de manera important al desenvolupament de la població. Aquell any s'hi construí l'hospital i arribà l'electricitat. El 1915 arribà el ferrocarril de la línia Armavir-Tuapsé. Fins al 1920 pertanyia a l'otdel de Maikop a l'antiga província de Kuban.
El 1940 fou nomenada assentament de treball (possiólok). Durant la Segona Guerra Mundial fou ocupada per la Wehrmacht de l'Alemanya nazi l'estiu del 1942 i alliberada per l'Exèrcit Roig el 25 de gener de 1943.
Rebé l'estatus de ciutat i el seu nom actual el 28 de setembre de 1949 per decret de la Presidència del Soviet Suprem de Rússia.
El 1953, mentre s'hi feien prospeccions petrolieres, s'hi troba una deu d'aigües riques en iode i brom a 520 metres de profunditat, raó per la qual s'hi construí el balneari Mineralni.

## Demografia
| 1939  | 1959   | 1970   | 1979   | 1989   | 2002   | 2008   | 2009   | 2010   | 2014   |
| ----- | ------ | ------ | ------ | ------ | ------ | ------ | ------ | ------ | ------ |
| 8.500 | 20.200 | 17.900 | 17.800 | 19.000 | 21.286 | 20.924 | 21.104 | 21.209 | 22.246 |